# Internationale Katholische Land- und Bauernjugendbewegung
Die Internationale Katholische Land- und Bauernjugendbewegung (Mouvement Internationale de la Jeunesse Agricole et Rurale Catholique; MIJARC) setzt sich seit ihrer Gründung 1954 in Belgien für die Verbesserung der Lebensumstände Landjugendlicher weltweit ein. Sie ist die einzige ländliche Jugendbewegung, die auf internationaler Ebene arbeitet und über zwei Millionen Landjugendliche aus Lateinamerika, Afrika, Asien und Europa zusammenbringt. Der Dachverband der europäischen Landesverbände ist die MIJARC Europa. 
In den 1960er Jahren erhielt die MIJARC einen Beraterstatus bei der UNESCO und den Status einer spezialisierten Beobachterin bei der Ernährungs- und Landwirtschaftsorganisation der Vereinten Nationen (FAO).
Die Verbesserung der Lebensbedingungen basiert auf christlichen Werten. Im Vordergrund steht die Option für die Ärmsten dieser Welt, soziale Gerechtigkeit, die Umverteilung des Reichtums und der Weltfrieden. Internationale Solidarität sieht sie als ein Schlüsselelement im Kampf gegen Hunger und Armut. Sie sieht sich in der Tradition der Katholischen Aktion und fördert die ganzheitliche Erziehung und Bildung der Landjugend durch die Spiritualität und die Pädagogik der „Révision de vie“.
Ein vorrangiges Ziel der MIJARC ist es, Bleibe- und Rückkehrperspektiven in ländlichen Regionen für junge Menschen zu schaffen. Dazu setzt die MIJARC auch auf politische Bildung und Beteiligung Landjugendlicher. Die Schaffung von Bleibeperspektiven betrifft dabei aus Sicht der MIJARC auch das Thema Ernährungssouveränität. Es gehe nicht nur darum, dass die Menschen Nahrung bekommen, sondern auch um die Möglichkeit, unabhängig und selbständig an den Voraussetzungen mitzuwirken. Der Zugang zu Wasser spielt hierbei für die MIJARC ebenso eine wichtige Rolle.
Die MIJARC kämpft für das Land und steht für regionale und kleine Strukturen, um weltweit Arbeitsplätze auf dem Land zu erhalten und neue zu schaffen. Das neoliberale Wirtschaftssystem lehnt die MIJARC ab.
In Deutschland ist die Katholische Landjugendbewegung Mitglied des Verbandes.